# Angermannalaget
Angermannalaget är en kultur- och hembygdsförening vid Norrlands nation i Uppsala. Föreningen bildades 1958 och har sedan dess verkat på nationen. Ursprungligen var endast manliga studenter från Ångermanland välkomna som medlemmar men i dag accepteras medlemmar oavsett geografisk härkomst.
Föreningens verksamhet är uppbyggd kring sammankomster vilka kallas Rådstugor och hålls sju gånger per år. Tre på vårterminen och tre på höstterminen samt en sommarträff. Rådstugorna hålls på nationen med undantag för sommarträffen vilken alltid hålls i Ångermanland.
Förutom Rådstugorna ordnar föreningen också aktiviteter tillsammans med andra föreningar på nationen. Dels aktiviteter med nationens damföreningar, och då främst systerföreningen Ypsilon men även med andra föreningar.
Varje år anordnar föreningen sittningen Guschelov.
Sedan 1963 delar Angermannalaget också ut ett kulturpris varje år. Kulturpriset tilldelas den person eller organisation som verkat för kulturen i Ångermanland så till den grad att det förtjänar att belönas med kulturpriset.
Bland tidigare kulturpristagare kan nämnas bildkonstnären Margareta Petré, skulptören Hans Hedberg och regissören Andreas Öhman. 